# هيلين كورنيليوس
هيلين كورنيليوس (بالإنجليزية: Helen Cornelius) هي موسيقية وكاتبة غنائية أمريكية، ولدت في 6 ديسمبر 1941 في مونرو في الولايات المتحدة.

## وصلات خارجية
- الموقع الرسمي
- هيلين كورنيليوس على موقع IMDb (الإنجليزية)
- هيلين كورنيليوس على موقع ميوزك برينز (الإنجليزية)
- هيلين كورنيليوس على موقع أول موفي (الإنجليزية)
- هيلين كورنيليوس على موقع أول ميوزيك (الإنجليزية)
- هيلين كورنيليوس على موقع ديسكوغز (الإنجليزية)
- هيلين كورنيليوس على موقع قاعدة بيانات الفيلم (الإنجليزية)
- هيلين كورنيليوس على موقع ليتربوكسد (الإنجليزية)
- هيلين كورنيليوس على موقع كينوبويسك (الروسية)